# Cynków (gromada)
Cynków – dawna gromada, czyli najmniejsza jednostka podziału terytorialnego Polskiej Rzeczypospolitej Ludowej w latach 1954–1972.
Gromady, z gromadzkimi radami narodowymi (GRN) jako organami władzy najniższego stopnia na wsi, funkcjonowały od reformy reorganizującej administrację wiejską przeprowadzonej jesienią 1954 do momentu ich zniesienia z dniem 1 stycznia 1973, tym samym wypierając organizację gminną w latach 1954–1972.
Gromadę Cynków z siedzibą GRN w Cynkowie utworzono – jako jedną z 8759 gromad na obszarze Polski – w powiecie zawierciańskim w woj. stalinogrodzkim, na mocy uchwały nr 24/54 WRN w Stalinogrodzie z dnia 5 października 1954. W skład jednostki weszły obszary dotychczasowych gromad: Cynków ze zniesionej gminy Rudnik Wielki oraz Wojsławice ze zniesionej gminy Koziegłówki w tymże powiecie, a także oddziały leśne nr nr 1–9, 25–29, 46–50 i 120–128, 155–161 oraz południowa część oddziału nr 129 (położona w granicach powiatu zawierciańskiego) z Nadleśnictwa Brynica. Dla gromady ustalono 19 członków gromadzkiej rady narodowej.
1 stycznia 1956 gromada weszła w skład nowo utworzonego powiatu myszkowskiego w tymże województwie
20 grudnia 1956 województwo stalinogrodzkie przemianowano (z powrotem) na katowickie.
Gromada przetrwała do końca 1972 roku, czyli do kolejnej reformy gminnej.